# ヒトの骨格
ヒトの骨格 (ヒトのこっかく、英: human skeleton) は、ヒトの体の内部の枠組である。生まれた時は270個の骨からなるが、成人になるにつれていくつかが融合し、206個になる。骨の総量は、30歳前後で最大となる。ヒトの骨格は、中軸骨格と付属肢骨格に大きく分類される。中軸骨格は、脊椎、胸郭、頭蓋骨からなる。付属肢骨格は中軸骨格に繋がっているもので、肩帯や骨盤、また手足の骨等からなる。
ヒトの骨格は、支持、運動、防護、血球の生産、イオンの貯蔵、内分泌の制御の6つの役割を果たしている。
ヒトの骨格は、他の多くの霊長類ほど性的二形が明確ではないが、頭蓋骨、歯列、長骨、骨盤には性間の微妙な差異は見られる。一般的に、女性の骨は、男性のものと比べて小さくほっそりしている。女性の骨盤は、子供を産むために男性のものとは異なる。他の多くの霊長類とは異なり、ヒトの男性は陰茎骨を持たない。
ヒトの成人の全身の骨格を構成する206個の骨のうち、最大のものは大腿骨であり、最小のものは耳小骨である。また、全身の206個のうち、両手と両足だけで約半数を占める。

## 分類

### 中軸骨格
80個の骨からなる中軸骨格は、32-34個の骨からなる脊椎、12対の肋骨と胸骨からなる胸郭、22個の骨と7個の関連骨からなる頭蓋骨から構成される。
人体は、上体の体重を股関節で下肢に伝える中軸骨格によって支えられている。脊椎の骨は、多数の靭帯に支えられている。また脊柱起立筋もバランスの維持に関わっている。

### 付属肢骨格
126個の骨からなる付属肢骨格は、肩帯、上肢、骨盤、下肢から構成される。その機能は、運動を可能とし、また消化、分泌、生殖等の重要な器官を保護することである。

## 機能

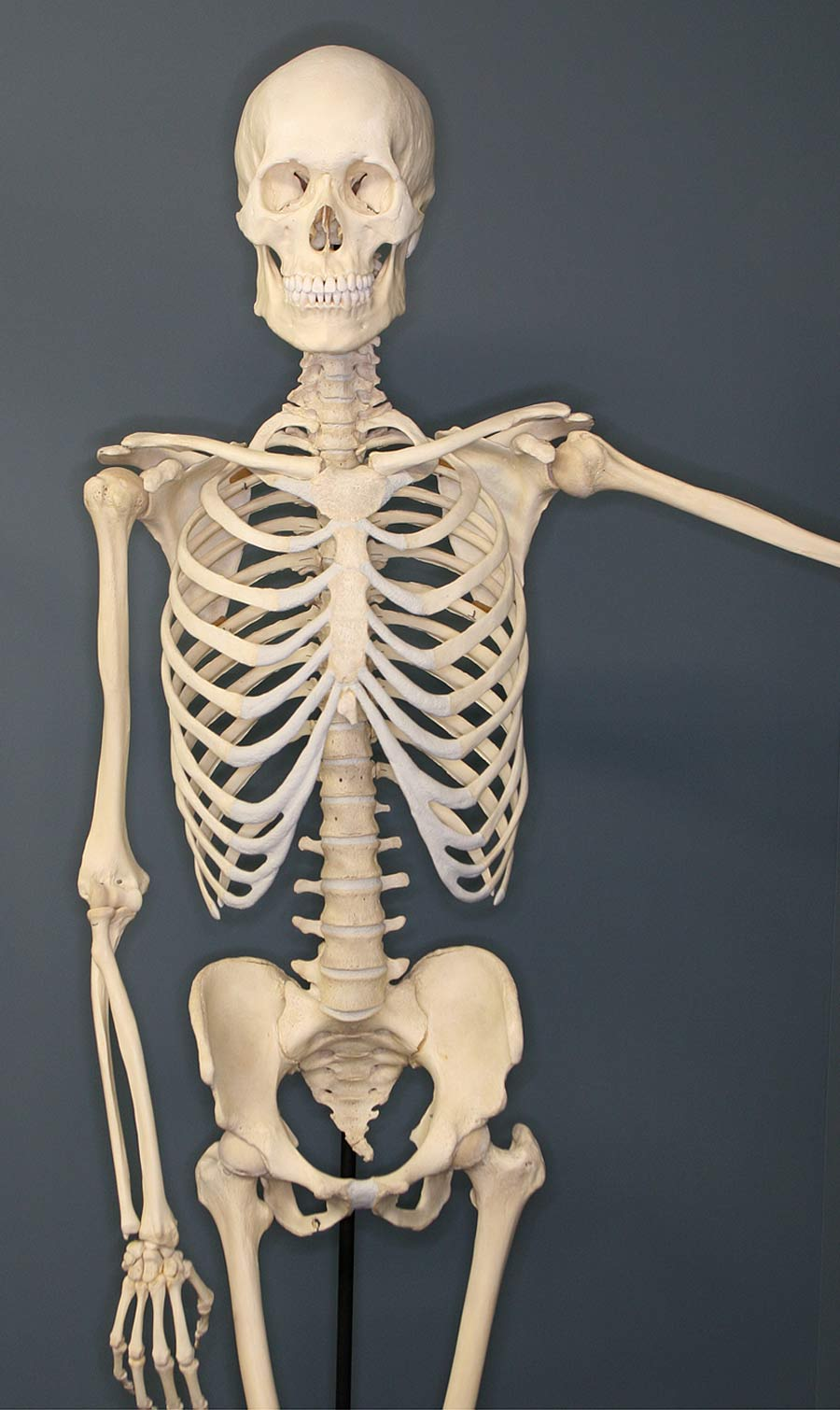
オクラホマシティの骨学博物館にあるヒトの骨格の模型

骨格は、支持、運動、防護、血球の生産、イオンの貯蔵、内分泌の制御の6つの大きな役割を持つ。

### 支持
骨格は、人体を支え、形を維持するための枠組となる。靭帯や筋肉とともに骨盤がその構造の底部となる。胸郭、肋軟骨、肋間筋がなければ、肺は潰れてしまう。

### 運動
骨の間の関節が運動を可能とする。運動は、骨の様々な場所で骨格と繋がっている骨格筋によって力を与えられる。筋肉、骨、関節は運動の基礎的機構であり、神経系によって協調する。
前史時代にヒトの骨密度が低下したため、ヒトの運動の機敏さが低下したと信じられている。狩りから農業への転換は、ヒトの骨密度を大きく低下させる原因となった。

### 防護
骨格は、多くの重要な臓器を損傷から守っている。
- 頭蓋骨は、脳、眼球、中耳及び内耳を守っている。
- 椎骨は、脊髄を守っている。
- 胸郭、脊椎及び胸骨は、肺、心臓及び主な血管を守っている。
- 鎖骨と肩甲骨は、肩を守っている。
- 腸骨と脊椎は、消化器、泌尿器及び尻を守っている。
- 膝蓋骨と尺骨は、それぞれ膝と肘を守っている。
- 手根骨と足根骨は、それぞれ手首と足首を守っている。

### 血球の生産
骨格は、造血の場であり、血液細胞は骨髄で生産される。子供では、主に大腿骨や脛骨等の長骨の骨髄で、また大人では、主に骨盤、頭蓋骨、脊椎、胸骨で造血が行われる。

### 貯蔵
骨基質はカルシウムを貯蔵することができ、カルシウム代謝に関わっている。骨髄はフェリチンとして鉄を貯蔵することができ、鉄代謝に関与している。骨は全てがカルシウムでできている訳ではなく、コンドロイチン硫酸や水酸燐灰石の混合物であり、後者が骨全体の70%を占める。水酸燐灰石自体は、質量比で39.8%のカルシウム、41.4%の酸素、18.5%のリン、0.2%の水素から構成される。コンドロイチン硫酸は、主に酸素と炭素からなる糖である。

### 内分泌の制御
骨細胞は、血糖（グルコース）や脂肪組織の沈着を制御するオステオカルシンというホルモンを放出する。オステオカルシンは、β細胞の数の増加や脂肪貯蔵の減少の他、インスリンの分泌と感度の両方を上昇させる。

## 性差
ヒトの男性と女性の間の解剖学的な差異は、一部の柔組織では顕著だが、骨格では限定的である。ヒトの骨格は、他の多くの霊長類ほど性的二形が明確ではないが、頭蓋骨、歯列、長骨、骨盤の形態には若干の違いが見られる。一般的には、女性の骨は男性のものよりも小さく華奢である。

### 頭蓋骨
乳様突起、眼窩上隆起、おとがい等のヒトの頭蓋骨の様々な形態的な形質は、性的二形を示している。

### 歯列
歯列におけるヒトの性差は犬歯に最も現れるが、他のヒト科の動物ほど顕著ではない。

### 長骨
長骨は、通常男性の方が女性よりも長い。長骨の筋肉結合部位は、筋肉の量や発達の差を反映して、男性の方が頑健である。長骨の性的二形は、形態測定学や形態分析によって特徴付けられる。

### 骨盤
ヒトの骨盤は、特に骨盤腔や腸骨、大坐骨切痕の大きさや形など、他の骨よりも性的二形の程度が大きい。人類学者が未同定のヒトの骨格の性別を判定する際に用いるフィーニス法は、96-100%の正確性を持つ。

## 病気
骨疾患には様々な種類があり、最も一般的なものの1つは骨粗鬆症である。また、脊椎側彎症では背骨が湾曲し、X線で見るとC字型やS字型になる。このような症状は、特に思春期の女性に多い。

### 関節炎
関節炎は、関節の疾患である。1つかそれ以上の関節の炎症を含む。関節炎にかかると、運動の際に関節に痛みを感じたり、通常と違う方向に動いたり、全く動かなかったりする。関節炎の症状は、関節炎のタイプによって異なる。最も一般的な変形性膝関節症は、ヒトの骨格の大小どちらの関節でも発症する。発症した軟骨は、分解、軟化、磨耗される。これにより関節の可動性は低下し、また軟骨があるべき骨の間の空間が減少する。

### 骨粗鬆症
骨粗鬆症は、骨密度が低下して骨折しやすくなる疾患である。世界保健機関は、二重エネルギーX線吸収測定法で測った骨密度が、女性において年齢性別ごとの平均値より2.5標準偏差未満になった状態を骨粗鬆症と定義している。骨粗鬆症は更年期障害後の女性に多いが、ホルモン疾患や持病の存在、また喫煙や糖質コルチコイド等の医薬品の摂取の結果として、男性や更年期障害前の女性でも発症することがある。通常、骨折するまで骨粗鬆症の症状が現れることはない。
骨粗鬆症の治療には、禁煙、アルコール摂取の抑制、定期的な運動、健康的なダイエット等がある。カルシウムやビタミンDのサプリメントの摂取も推奨される。医薬品には、ビスホスホネートやラネル酸ストロンチウム等があり、またホルモン補充療法の対象にもなる。

## 歴史
ヒトの骨の研究は、恐らくプトレマイオス王の時代の古代ギリシャで始まった。アレクサンドリアで死体を解剖して研究したヘロフィロスは、この分野のパイオニアとされる。彼の研究は失われているが、ガレノスやエフェソスのルーファス(en)等、この分野の著名な人物によってしばしば引用されている。